# Landberk
Landberk war eine schwedische Progressive-Rock-Band, die Anfang der 1990er Jahre gegründet wurde.

## Bandgeschichte
Die Band machte erstmals 1992 mit dem melancholischen Retro-Prog ihres Debütalbums, das sowohl in schwedischer als auch in englischer Sprache eingespielt wurde, auf sich aufmerksam. Auf dem zweiten Album wurde der Schlagzeuger Andreas Dahlbäck durch Jonas Lidholm ersetzt. Es folgten zwei EPs und ein Livealbum Mitte der 1990er. Das letzte Album Indian Summer entfernte sich etwas vom Stil der bisherigen Veröffentlichungen und bezog modernere Stilelemente mit ein. Danach löste sich die Band auf, Reine Fiske und Stefan Dimle gründeten daraufhin Paatos.
2024 wurde Indian Summer auf Vinyl wiederveröffentlicht.

## Diskografie
- 1992: Riktigt äkta/Lonely Land
- 1994: One Man Tells Another
- 1994: Jag är tiden (EP)
- 1995: Unaffected (Live)
- 1995: Dream Dance (EP)
- 1996: Indian Summer